# Polylepta olenguiensis
Polylepta olenguiensis är en tvåvingeart som beskrevs av Blagoderov 2000. Polylepta olenguiensis ingår i släktet Polylepta och familjen svampmyggor. Inga underarter finns listade i Catalogue of Life.